# Birger Adell
Nils Anders Birger Adell, född den 13 december 1903 i Helsingborg, död den 13 september 1973 i Lund, var en svensk kemist och skolman.
Adell avlade folkskollärarexamen 1922 och filosofie licentiatexamen 1934. Han promoverades till filosofie doktor 1938, blev docent i kemi 1938 och i oorganisk och fysikalisk kemi vid Lunds universitet 1946. Adell var laborator i fysikalisk kemi vid Lunds universitet 1948–1952, lektor vid Försvarets läroverk i Uppsala 1944–1946, vid Katedralskolan i Lund 1946–1948 och från 1952. Bland hans skrifter märks Über die elektrolytische Dissoziation von Dicarbonsäuren in Alkalichloridlösungen (doktorsavhandling 1938). Adell publicerade uppsatser i Acta Chemica Scandinavica med flera vetenskapliga tidskrifter. Han invaldes i Fysiografiska Sällskapet i Lund 1952. Adell blev riddare av Nordstjärneorden 1958. Han vilar på Pålsjö kyrkogård.